# Nikolai Will
Nikolai Will (* 25. Mai 1981 in Kulmbach) ist ein deutscher Schauspieler, Filmproduzent und Hörspielsprecher.

## Leben
Nikolai Will spielte schon im Alter von 4 oder 5 Jahren in einem Märchenstück in einer Kirchengruppe, später dann bei verschiedenen Schultheatergruppen. Als Jugendlicher spielte er am Stadttheater Würzburg im Jugendclub des Theaters mit. Über eine Zeitungsannonce kam er mit 16 Jahren zum Theater ensemble Würzburg, wo er an einem Workshop teilnahm, und anschließend ins Ensemble aufgenommen wurde. Beim Theater ensemble Würzburg, dem er dann von 1998 bis 2002 als fester Darsteller angehörte, spielte er mehrere Haupt- und Nebenrollen der Theaterliteratur.
Ab seinem 18. Lebensjahr erhielt er von 1999 bis 2002 privaten Schauspielunterricht bei Andreas Buettner von der Hochschule für Schauspielkunst „Ernst Busch“ Berlin.
1999 trat er bei den Burgfestspielen Gemünden (Scherenburgfestspiele) als Löwe Hasenherz in Der Zauberer von Oz auf. 2000 gastierte er am Mainfranken Theater Würzburg, u. a. als Sohn Olaf Bernick in Henrik Ibsens Theaterstück Stützen der Gesellschaft. Weitere Theaterengagements hatte er an der Werkstattbühne Würzburg (1999–2003), am Omega Theater Würzburg (2003), am Arkadaş Theater in Köln (2005/2006), an der Studiobühne Köln (2005), am Freien Werkstatt Theater Köln (2008) und am Theater der Keller (2008).
Zwischen 1999 und 2019 wirkte er in über 300 Sprechrollen in Film-, Fernseh-, Theater- und Werbeproduktionen mit. Er stand mittlerweile in über 100 Kurzfilmen vor der Kamera. 1999 spielte er in dem Kurzfilm Seeking Philipp die Rolle eines geistig Behinderten, für die er 2000 den Bayerischen Jugendfilmpreis gewann. 2010 bekam er die „Goldene Rheinnixe“ für die Rolle eines Autisten in dem Kurzfilm Hier spricht Rupert. 2015 wurde er vom Internetportal „Horrorfilmdarsteller.de“  als „Horrorfilmdarsteller des Jahres“ ausgezeichnet.
In Film und Fernsehen wird Will hauptsächlich als Nebendarsteller eingesetzt, wobei er ganz unterschiedliche Rollentypen verkörpert, vom Kunden, Verkäufer, Computertechniker, Ermittler, Arzt oder Familienvater bis hin zu Soldaten, Psychopathen und Militärpersonal. Auch übernahm er zahlreiche Comedy-Rollen. In dem Märchenfilm Die Salzprinzessin (2015) spielte er den Wirt Willi.
Seit 2016 ist Will auch als Hörspielsprecher tätig. 2017 sprach er, unter der Regie von Kim Jens Witzenleiter, die Hauptrolle im Hörspiel Blood Red Sandman.
2018 drehte Nikolai Will unter eigener Regie und in Zusammenarbeit mit Tobias S. Freyer die Webserie Anekdoten aus meinem tragischen Leben, die auf Instagram und Facebook sowie bei YouTube veröffentlicht wurde. Im selben Jahr gründete er seine eigene Filmproduktionsfirma unter den Namen Tante Dora Film.
Der von Nikolai Will produzierte Kurzfilm Ohne dich wurde für den „Shocking Shorts Award“ 2019 auf dem Münchner Filmfest nominiert. Zudem wurde Will als bester Hauptdarsteller und Produzent für die „Short Film Awards“ (The Sofies) in New York nominiert. 2019 entstand Wills Kurzfilmproduktion Heiße Luft, dessen Erstausstrahlung im MDR stattfand.
2020 drehte Nikolai Will, in Zusammenarbeit mit Vanessa Flüchter, die Webserie Mandy und Wilfried. Die Serie wurde auf Instagram und Facebook veröffentlicht und wurde 2021 eingestellt. Der Charakter Wilfried wird noch heute (Stand 2024) von Will genutzt.
Nikolai Will lebt in Köln.

## Ehrungen und Auszeichnungen
- 2000: Bayerischer Jugendfilmpreis für seine Rolle in dem Kurzfilm Seeking Philipp
- 2010: Goldene Rheinnixe des Studiengangs Film und Fernsehen der MHMK Köln für die Rolle eines Autisten in Hier spricht Rupert
- 2015: Auszeichnung des Internetportals Horrorfilmdarsteller.de als „Horrorfilmdarsteller des Jahres“
- 2019: Auszeichnung des deutschen Jugendfilmpreises für den Kurzfilm Er gehört zu mir

## Film und Fernsehen (Auswahl)
- 1999: Seeking Philipp (Kurzfilm)
- 2006: Aktenzeichen XY … ungelöst (Fernsehreihe)
- 2007: Der Stiefbruder meines Stiefbruders (Kurzfilm)
- 2008: Mord mit Aussicht: Vatertag (Fernsehserie, eine Folge)
- 2008: Anwälte der Toten (Fernsehserie)
- 2009: Mein Leben – Marcel Reich-Ranicki (Fernsehfilm)
- 2009: Suffer and die
- 2009: Hier spricht Rupert (Kurzfilm)
- 2011: Kleines Püppchen, Teddybär (Kurzfilm)
- 2013: Wilsberg: Treuetest (Fernsehreihe)
- 2014: Zwei mitten im Leben (Fernsehfilm)
- 2014: Herzlos (Kino)
- 2014: Dämonisch – Kleine Nachtgeschichten (Kurzfilm)
- 2015: Caedes – Die Lichtung des Todes (Kino)
- 2015: Der Staat gegen Fritz Bauer (Kino)
- 2015: Die Salzprinzessin (Fernsehfilm)
- 2016: Der schwarze Nazi (Kino)
- 2016: Tatort Calw – Auge um Auge (Kino)
- 2016: Sex & Crime (Kino)
- 2016: Reeperbahn (Kino)
- 2016: Rentnercops: Wolke 4 (Fernsehserie, eine Folge)
- 2017: Alarm für Cobra 11 – Die Autobahnpolizei: Gefangen (Fernsehserie, eine Folge)
- 2017: Z-Office (Kino)
- 2017: Montrak (Kino)
- 2017: Parasozial – Fiktive Detektive (Kino)
- 2017: Er gehört zu mir (Kurzfilm)
- 2018: Ohne dich (Kurzfilm)
- 2020: Heiße Luft (Kurzfilm)
- 2020: ÜberWeihnachten (Miniserie)
- 2021–2024: Rentnercops (Fernsehserie)
- 2021: Mona & Marie (Fernsehfilm)
- 2022: Tatort: Warum (Fernsehreihe)
- 2023: WaPo Duisburg: Der ewige Zweite (Fernsehserie, eine Folge)
- 2023: SOKO Leipzig: Mit einem Bein (Fernsehserie, eine Folge)
- 2024: Wilsberg: Datenleck (Fernsehreihe)
- 2024: Tatort: Schweigen (Fernsehreihe)

## Hörspiele (Auswahl)
- 2016: MIG3 – Auf der Suche nach dem Blauen Affen[7]
- 2017: Blood Red Sandman[18]